# 麥納馬拉島
72°36′S 93°14′W / 72.600°S 93.233°W
麥納馬拉島是南極洲的島嶼，位於埃爾斯沃思地的阿博特冰架北端，處於達斯廷島以東37公里，長11公里，該島嶼由美國探險隊命名。